# Antonio de Brasil
Antonio, príncipe imperial de Brasil (Río de Janeiro, 24 de junio de 1950-Río de Janeiro, 8 de noviembre de 2024) fue un príncipe, pintor e ingeniero brasileño. Hijo del príncipe Pedro Enrique de Orleans-Braganza y de la princesa María Isabel de Baviera, fue el sucesor dinástico inmediato de su hermano Don Beltrán de Orleans-Braganza, Jefe de la Casa Imperial de Brasil.

## Biografía
Es el sexto hijo de Pedro Enrique de Orleans-Braganza, emperador titular de Brasil y la princesa María Isabel de Baviera, hija de Francisco, príncipe de Baviera.
Su hermano mayor, Luis, fue emperador titular de Brasil hasta su muerte y no estaba casado. Debido a que el segundo hermano Eudes renunció a su derecho de sucesión en Brasil, su tercer hermano, Beltrán, es el emperador titular de Brasil y no está casado. Los dos hermanos siguientes, Pedro y Fernando, también renunciaron al derecho de sucesión. Así los descendientes de Antonio serán los próximos titulares de Brasil.
Vivía con su familia en Petrópolis.

## Familia
El 26 de septiembre de 1981 se casa con Cristina, hija de Antonio XIII príncipe de Ligne y la princesa Alicia de Luxemburgo, en el Castillo de Beloeil en Bélgica y tienen cuatro hijos:
- Nace Pedro Luis (1983-2009), príncipe de Orleans-Braganza.
- Nace Amalia en 1984; se casó con Jacobo Spearman de Escocia.
- Nace Rafael en 1986, príncipe de Orleans-Braganza.
- María Gabriela, nacida en 1989.

## Títulos, tratamientos y distinciones honoríficas
| ● 24 de junio de 1950-15 de julio de 2023:    | Su Alteza Real el príncipe Antonio de Brasil             |
| ● 15 de julio de 2023-8 de noviembre de 2024: | Su Alteza Imperial y Real el príncipe imperial de Brasil |

### Distinciones de la casa imperial de Brasil
- Comendador Mayor de la Orden Imperial de Nuestro Señor Jesús Cristo[3]
- Comendador Mayor de la Orden Imperial de San Benito de Aviz[3]
- Comendador Mayor de la Orden Imperial de Santiago de la Espada[3]
- Gran Cruz de la Orden Imperial del Emperador Pedro I[3]
- Gran Dignatario Mayor y Gran Cruz de la Orden Imperial de la Rosa[3]

### Distinciones extranjeras
- Bailío Gran Cruz de Honor y Devoción de la Soberana Orden Militar y Hospitalaria de San Juan de Jerusalén, de Rodas y de Malta[3]
- Gran Cruz de la Orden Ecuestre del Santo Sepulcro de Jerusalén[3]
- Gran Cruz de la Sagrada Orden Militar Constantiniana de San Jorge[4][3]